# Gian Battista Macolino
Giovanni Battista o Giambattista detto il Vecchio Macolino (Gualdera, 1604 – Chiavenna, 1673) è stato un pittore italiano.

## Biografia
Giovanni Battista Macolino nacque a Gualdera di Fraciscio, in Val S. Giacomo, ma cresce a Chiavenna svolgendo la professione di notaio dove divenne padre di quattro figlie femmine e un maschio che divenne meno conosciuto pittore, Giambattista detto "Il Giovane". Si recano entrambi con frequenza a dipingere a Lierna e sul lago di St. Moritz. Anche l'altro figlio Tomaso Macolino diverrà pittore. Macolino è stato il più noto pittore del Lago di Como e delle circostanti valli fino alla Svizzera.

## Musei
Le sue opere sono presenti in numerose chiese, musei e gallerie pubbliche sia in Italia che in Svizzera.
- Museo valtellinese di storia e arte, Palazzo Sassi, Sondrio
- Chiesa di Sant'Ambrogio (Lierna), Lierna
- Museo del tesoro Chiavenna
- Chiesa di Vella, Surselva, Svizzera (La Battaglia di Lepanto)

## Opere
L'opera più importante di Macolino "il Vecchio" è  la Madonna del Rosario conservata nella chiesa di S. Ambrogio di Lierna, sul lago di Como e visibile al pubblico.
Si tratta di una tela a olio del 1628, raffigurante la Madonna del rosario, il Bambino e i santi Domenico e Rosa da Lima, che sono incorniciati da quindici tondi con i misteri del rosario.
Il quadro rappresenta la visione storica dei pittori dell'Ordine dei frati predicatori, fondato da san Domenico, detto de "La Corona di Rose di Nostra Signora", ritraendo oniricamente la Vergine Maria con il Bambino Gesù, che riceve un rosario dalle mani di san Domenico inginocchiato. Il tema si lega alla tradizione medievale che vuole che i servi della gleba donassero ai loro padroni un rosario in segno di ossequio. Macolino del resto è impregnato dei temi della Controriforma, vivendo su terre di confine con paesi protestanti, ma ricevendo richieste di committenti di fede cattolica.

### Nostra Signora della Rosa
Secondo le fonti storiche il culto religioso verso Nostra Signora della Rosa ha origini nel medioevo quando alcuni naviganti portarono nel borgo di Lierna Lago di Como l'immagine mariana, ma il forte legame della popolazione rivierasca di Lierna verso tale effigie era già presente in tempi più antichi.